# Agustín Iriarte
Iriarte Castro, Agustín (1876-1963). 
Pintor y crítico de arte nacido en Guatemala. Fue uno de los primeros artistas que a principios de siglo se interesó por el paisaje guatemalteco. Obtuvo una beca para estudiar arte en Italia de 1908 a 1913. A su regreso a Guatemala fue maestro de la Escuela Nacional de Artes Plásticas de 1924 a 1939. La obra de Iriarte, junto a la de Carlos Valenti y Carlos Mérida, constituye el preámbulo a todos los movimientos que exploraron tendencias que van desde los regionalismos académicos hasta las vanguardias y los movimientos posmodernistas en Guatemala. Formó parte del grupo TRIAMA, nombre formado por las primeras letras de los apellidos de los pintores Antonio Tejeda Fonseca, Ovidio Rodas, Rigoberto Iglesias, Jaime Arimany, Oscar Murúa y Rafael Alcain.